# Station Aars
Station Aars was een station in Aars, Denemarken en lag aan de lijnen Hobro - Løgstør en Svenstrup - Hvalpsund.